# E6 (mathématiques)
Pour les articles homonymes, voir E6.

En mathématiques, E6 est le nom d'un groupe de Lie ; son algèbre de Lie est notée {\displaystyle {\mathfrak {e}}_{6}}. Il s'agit de l'un des cinq groupes de Lie complexes de type exceptionnel.  E6 est de rang 6 et de dimension 78. Le groupe fondamental de sa forme compacte est le groupe cyclique Z3 et son groupe d'automorphismes est le groupe cyclique Z2.  Sa représentation fondamentale est de dimension complexe 27.  Sa représentation duale est également de dimension 27.
Une certaine forme non compacte réelle de E6 est le groupe des collinéations du plan projectif octonionique OP2, ou plan de Cayley. La forme compacte réelle de E6 est le groupe des isométries d'une variété riemannienne de dimension 32, connu également sous le nom de plan projectif bioctonionique.
En physique des particules, E6 joue un rôle dans certaines théories de grande unification.

## Matrice de Cartan
{\displaystyle {\begin{pmatrix}2&-1&0&0&0&0\\-1&2&-1&0&0&0\\0&-1&2&-1&0&-1\\0&0&-1&2&-1&0\\0&0&0&-1&2&0\\0&0&-1&0&0&2\end{pmatrix}}}